# Togo Umeda
Togo Umeda (梅田 透吾 Umeda Togo?), född 23 juli 2000 i Shizuoka prefektur, är en japansk fotbollsspelare.
Umeda började sin karriär 2019 i Shimizu S-Pulse. 2021 flyttade han till Fagiano Okayama.